# Sodom (музичка група)

Содом је немачка треш метал група основана 1981. године.
Уз бендове Кријејтор и Дистракшн, Содом се сматра чланом велике тројке немачког треш метала. Док је звук прва два битно утицао на развој дет метала, Содомов звук је у великој мери утицао на блек метал.
На звук бенда су утицали Моторхед, Веном, Саксон и Аксепт.

## Дискографија
Студијски албуми
- (1985)
- (1987)
- (1989)
- (1990)
- (1992)
- (1994)
- (1995)
- (1997)
- (1999)
- (2001)
- (2006)
- (2007)
- (2010)
- (2013)
- (2016)
- (2020)

EP-i
- (1984)

## Тренутна постава
- Том Ејнџелрипер – бас, вокали (једини стални члан бенда)
- Бернд Кост – гитара
- Боби Шнотковски – бубњеви

## Бивши чланови
- Франк Тестеген
- Јозеф Доминик
- Михаел Вулф
- Уве Кристоферс
- Франк Блекфајер
- Уве Балтруш
- Михаел Хофман
- Анди Брингс
- Дирк Штралимајер
- Кристијан Дудек
- Атомик Штајф (Гвидо Рихтер)